# Tiêu chuẩn sắc đẹp Hàn Quốc
Tiêu chuẩn sắc đẹp Hàn Quốc hay vẻ đẹp tiêu chuẩn Hàn Quốc đã và đang trở thành nét đặc trưng vô cùng nổi tiếng của nền văn hóa Hàn Quốc. Năm 2015, một cuộc khảo sát toàn cầu do Hiệp hội các Bác sĩ Phẫu thuật Thẩm mỹ Quốc tế (International Society of Aesthetic Plastic Surgeons) thực hiện đã cho thấy rằng Hàn Quốc là quốc gia Đông Á duy nhất nằm trong top 10 quốc gia có tỷ lệ người phẫu thuật thẩm mỹ cao nhất. Các tiêu chuẩn sắc đẹp của Hàn Quốc dành ưu tiên cho một thân hình mảnh mai, thon gọn, khuôn mặt nhỏ nhắn, quai hàm hình chữ V (hay còn gọi là V-line), màu da trắng, bờ môi mỏng, lông mày thẳng, làn da không tỳ vết và một đôi mắt to.

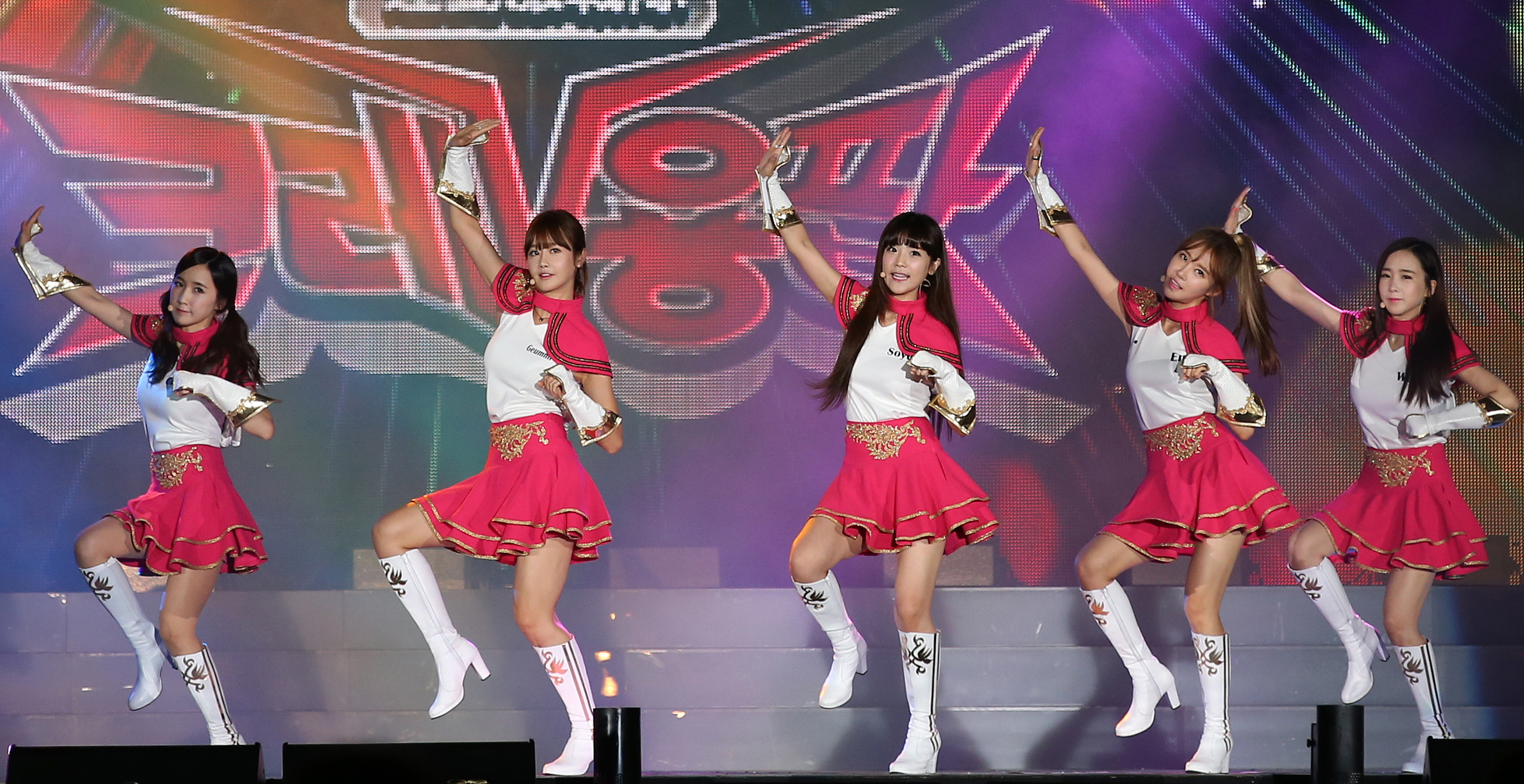
Ngoại hình (với thân hình thon gọn và nước da nhợt nhạt) của các thần tượng K-pop đã tác động đến những tiêu chuẩn sắc đẹp của Hàn Quốc

## Thời Joseon (1392-1897)
Mỹ nhân ngay từ thời đại nhà Triều Tiên (Joseon) trong lịch sử đã được quy chuẩn trong 9 giá trị, những giá trị này được gọi là Cửu sắc (九色), bao gồm:
- Tam Bạch (三白): răng trắng, mặt trắng, tay trắng
- Tam Hắc (三黑): mắt đen, tóc đen, lông mày đen
- Tam Hồng (三紅): môi đỏ, móng tay đỏ, má đỏ
- Tam Đoản (三短): tai ngắn, răng ngắn, bàn chân ngắn
- Tam Quảng (三壙): ngực rộng, trán rộng, ấn đường rộng
- Tam Tế (三細): tóc mỏng, ngón tay mỏng, môi mỏng
- Tam Hiệp (三薄): môi hẹp, eo hẹp, gót chân hẹp
- Tam Phì (三厚): tay đầy, ngực đầy, đùi đầy

## Tiêu chuẩn sắc đẹp của nam giới
Những người muốn có một  gương mặt đẹp phải cần những yếu tố sau:
1.khuôn mặt không nên quá nhỏ và quá to,đường nét ngũ quan hài hoà và cân đối
2.sống mũi cao một cách vừa phải,sao cho vừa vặn với khuôn mặt
3.xương quai hàm  rõ nét toát lên vẻ đẹp nam tính và mạnh mẽ
3.đôi mắt  cần phải to tròn long lanh 
4.đôi môi cũng phải vừa vặn với khuôn mặt không nên quá dày và mỏng,độ cong vừa phải